# Вегман, Вениамин Давыдович
Вениамин Давидович (Давыдович) Ве́гман (при рождении Вениами́н Ду́видович Ве́йгман; 25 августа 1873, Одесса — 9 августа 1936, Новосибирск) — российский революционер, публицист, журналист, историк-архивист.

## Биография
Родился 25 (12) августа 1873 года в Одессе в семье сорокского мещанина Дувида Гадльевича Вейгмана (1825 — 10 октября 1912) и Симы Вейгман. У него были братья Абрам (1860) и Мендель (1872), сёстры Хая (1862—?, в замужестве Нестантинер), Эсфирь (1876—?, в замужестве Блиер) и Злата (1880—?, в замужестве Халфен). Иудейского вероисповедания.
В 1889 году окончил четырёхклассное училище. По окончании училища дважды держал экзамен в реальное училище, но оба раза не был принят, так как не попадал в процентную норму, установленную для иноверцев. Позже поступил в ремесленное училище.
С 1890 года участвовал в народовольческих кружках (его брат ещё в 1882 году был арестован за участие в студенческих беспорядках). Был корректором газеты «Искра», занимался транспортировкой нелегальной литературы в Россию. С 1896 года присоединился к социал-демократам. Обладал литературным талантом: печатался в «Искре», «Правде», «Волне», «Пролетарии» и других большевистских изданиях. Литературныр псевдонимы: «В. Н. Ямин», «В. Дович».
В 1903 году после раскола примкнул к большевикам.
В 1914 году арестован, сослан в Нарымский край на вечное поселение, отбывал ссылку в сёлах Инкино, Колпашево и Нарыме.

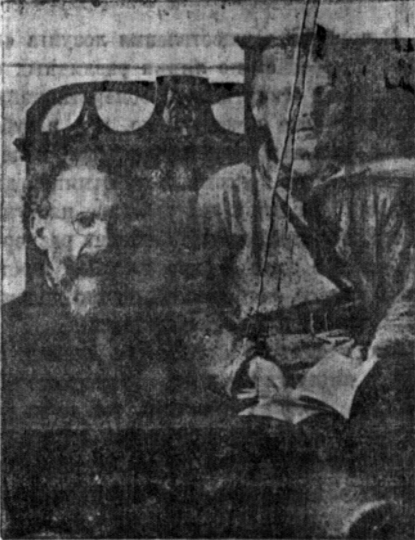
В. Д. Вегман с юнкором Соломатиным. 1925

После февраля 1917 года переехал в Томск, редактировал газету «Известия Совета солдатских депутатов Томского гарнизона», затем — «Знамя революции». В июле 1917 года был избран председателем Томского губернского комитета РСДРП.
20 июля 1918 года арестован и 17 октября по приказу Пепеляева был вывезен в Екатеринбург для предания военно-полевому суду, но был заключён в тюрьму.
15 июля 1919 года освобождён из тюрьмы пришедшими Красными войсками.
В сентябре 1919 года был легко ранен взрывом от бомбы, брошенной в Московский комитет (многие, в том числе секретарь комитета Загорский, погибли).
В декабре 1919 года командирован в распоряжение Сибревкома с назначением членом Томского губбюро и редактором возобновлённой газеты «Знамя революции».
В июле 1920 года назначен начальником Сибархива.
С 1920 года работал в Ново-Николаевске, где был назначен Сибревкомом чрезвычайным уполномоченным по организации Сибирского советского государственного театра оперы и драмы (Сибгосоперы). Один из создателей журнала «Сибирские огни». Возглавлял краевой Истпарт и Архивное управление, был председателем театральной комиссии.
К 1923 году был членом коллегии Сибархива и заведующим сибирским отделом Главлита.
С 1928 года возглавлял (совместно с зампредом крайисполкома И. Г. Зайцевым) Комитет содействия строительству Дома науки и культуры (Комсод). Принимал участие и редактировал такие издания, как «1905 год в Сибири», «Профсоюзы Сибири в борьбе за власть советов», «Директория, Колчак, интервенты» и др. Совместно с А. Н. Туруновым составил указатель книг и журнальных статей «Революция и гражданская война в Сибири» (Новосибирск, 1928). Входил в редакционный совет «Сибирской Советской энциклопедии». Имел богатейшую личную библиотеку.
Арестован 25 апреля 1936 года. Погиб 9 августа 1936 года, официальная причина: самоубийство во время следствия.

## Семья
Брат — Абрам Давыдович Вегман (1860, Липканы, Хотинский уезд, Бессарабская область —?), выпускник одесского Еврейского ремесленного училища (1878), в 1879 году был арестован и подвергнут дознанию за принадлежность к кружку «Самообразование», находился под негласным надзором.

## Память
В Томске на здании по адресу ул. Гагарина, д.11 в 1988 году была установлена мемориальная доска с надписью «В этом здании в 1918 и 1920 годах работал редактором газеты „Знамя Революции“ Вениамин Давидович Вегман, член коммунистической партии с 1898 года» авторства Николая Гнедых.

## Сочинения
- Как и почему пала в 1918 г. советская власть в Томске // «Сибирские огни». — 1923. № 1—2. — С. 127—147
- Областнические иллюзии, рассеянные революцией // «Сибирские огни». — 1923. — № 2—3. — С. 94—114
- Областнические иллюзии, возрождённые колчаковщиной // «Сибирские огни». — 1923. — № 5—6. — С. 149—162
- Сибоблдума // «Сибирские огни». 1923. — № 4. — С. 89—111
- Сибирская красная гвардия и отряд Петра Сухова. Новосибирск, Западно-сибирское краевое отделение Партиздата, 1934 (Совместно с Ю. Циркуновым).